# Combre
Combre ist eine französische Gemeinde mit 413 Einwohnern (Stand: 1. Januar 2022) im Département Loire in der Region Auvergne-Rhône-Alpes. Sie gehört zum Arrondissement Roanne, zum Kanton Charlieu und zum Gemeindeverband Roannais Agglomération.

## Geografie
Die Gemeinde Combre liegt an der Grenze zum Département Rhône, etwa 15 Kilometer östlich von Roanne an der Trambouze, einem Nebenfluss des Rhins. Umgeben wird Combre von den Nachbargemeinden Thizy-les-Bourgs im Norden und Nordosten, Saint-Victor-sur-Rhins im Südosten und Süden sowie Montagny im Westen. Durch die Gemeinde führt die Route nationale 7.

## Bevölkerungsentwicklung
| Jahr                       | 1962 | 1968 | 1975 | 1982 | 1990 | 1999 | 2006 | 2015 | 2022 |
| -------------------------- | ---- | ---- | ---- | ---- | ---- | ---- | ---- | ---- | ---- |
| Einwohner                  | 177  | 169  | 151  | 182  | 267  | 283  | 346  | 436  | 413  |
| Quellen: Cassini und INSEE |      |      |      |      |      |      |      |      |      |

## Sehenswürdigkeiten

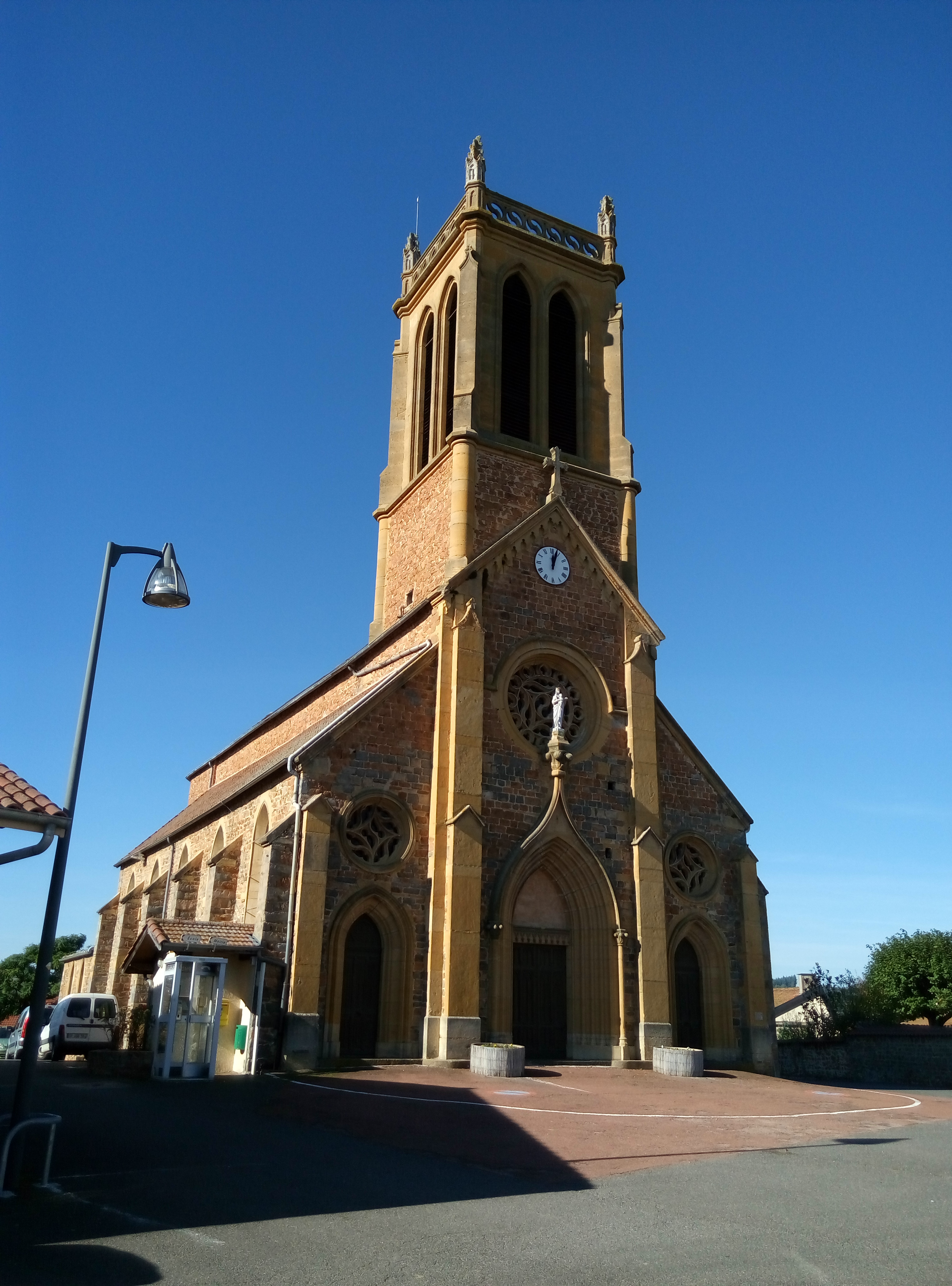
Kirche Saint-Étienne
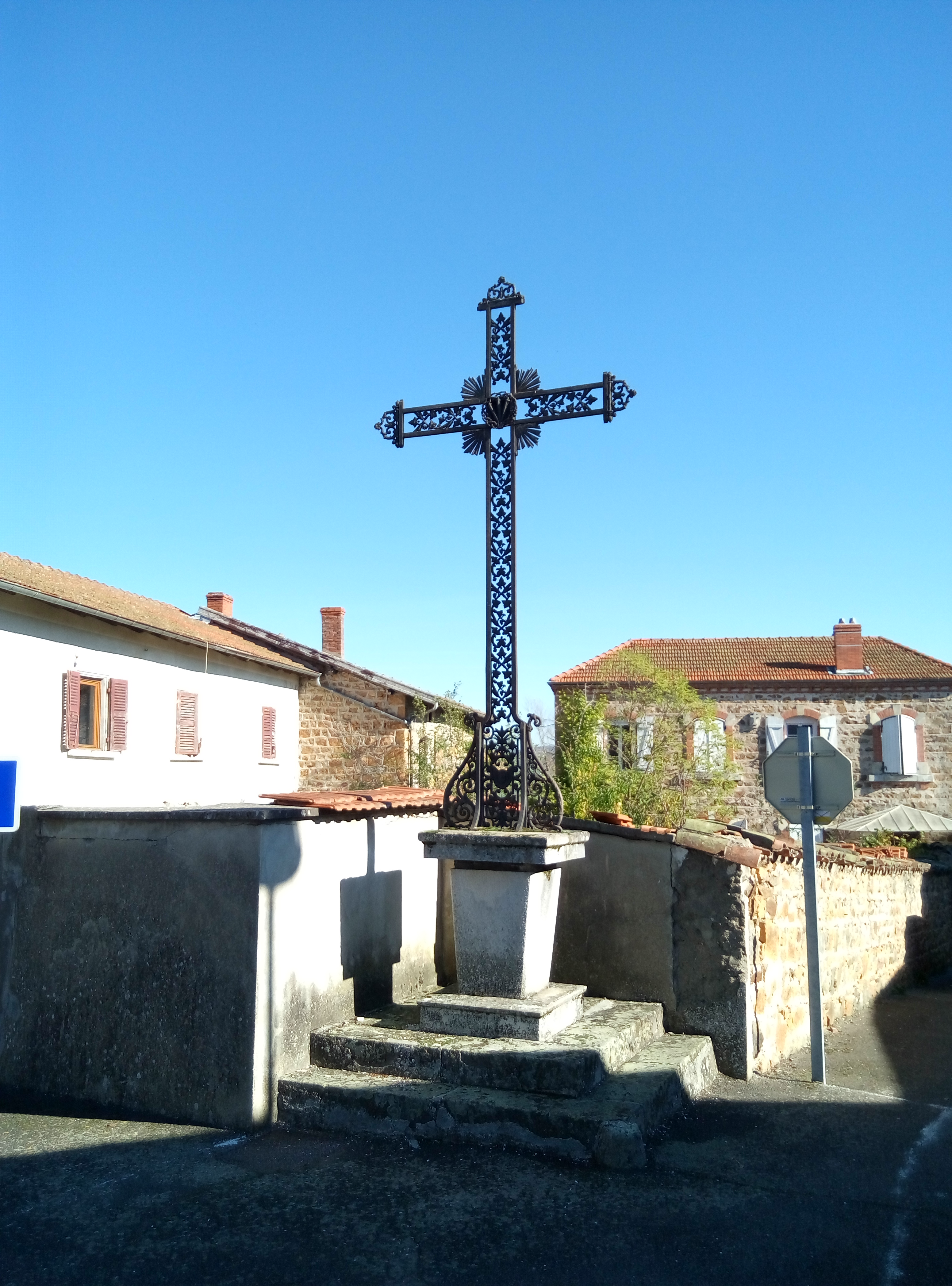
Wegkreuz
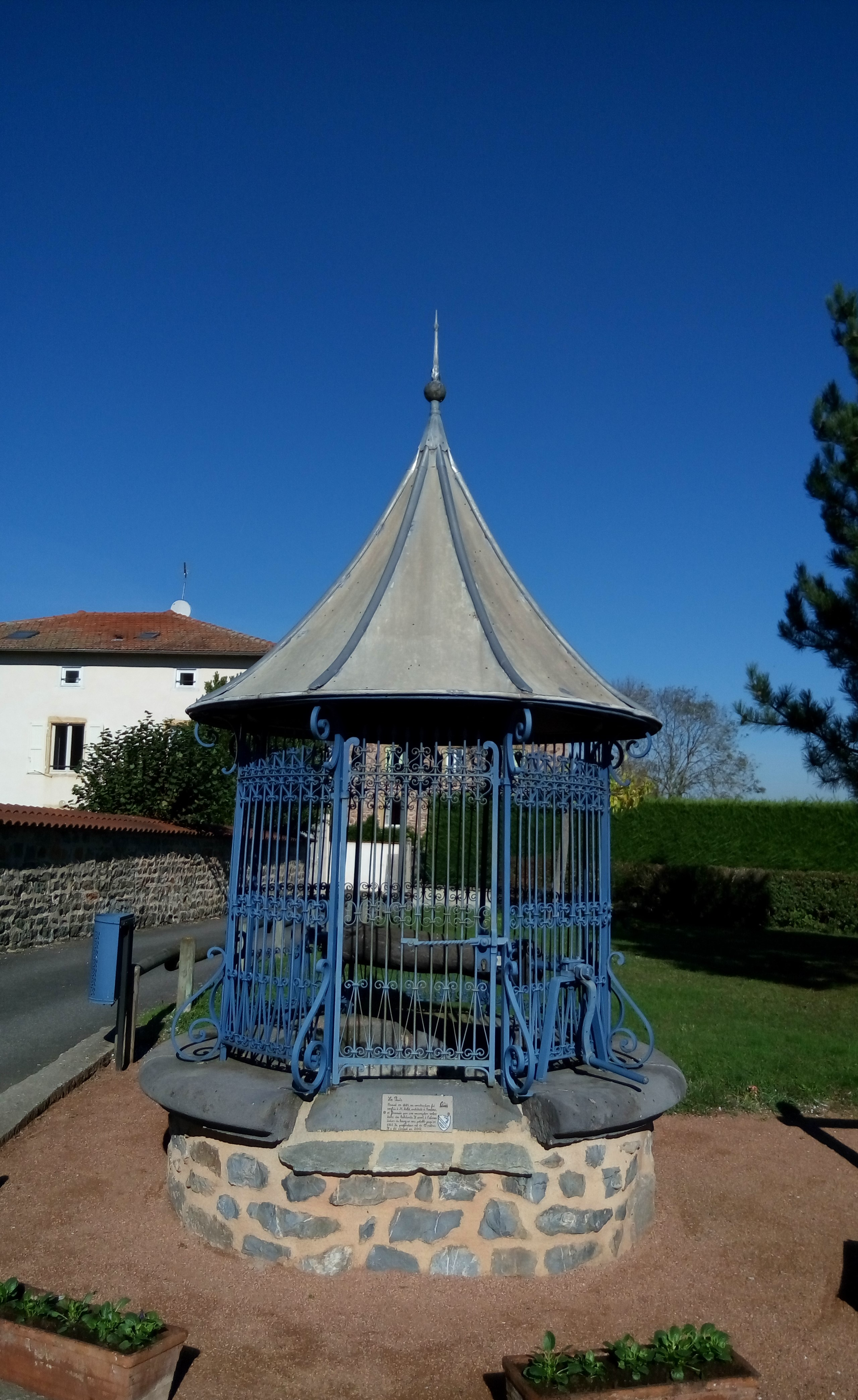
Brunnen

- Kirche Saint-Étienne
- Wegkreuz
- Brunnen